# Mideia (Mutter des Likymnios)
Mideia (altgriechisch Μίδεια Mídeia) oder auch Midea (Μιδέα Midéa) ist in der griechischen Mythologie die Mutter des Likymnios, den sie mit Elektryon zeugte. Da Elektryon mit Anaxo, der Tochter des Alkaios, verheiratet war, galt Likymnios dem Pindar als unechter Bruder der Alkmene.
Mideia war die Eponyme der Stadt Midea in der Argolis. Ihre mehrfach erwähnte Herkunft aus Phrygien ist wohl späte Erfindung in Anlehnung an die Ähnlichkeit ihres Namens mit Midas, dem Namen mehrerer phrygischer Könige.